# Збандуто Поліна Іванівна
Поліна Іванівна Збандуто (1902 - 1975)  –  філолог, літературознавець, педагог.

## Біографія
П. І. Збандуто народилася 12 жовтня 1902 року в с. Темрюк Маріупольського повіту.
У 1928 році закінчила Одеський інститут народної освіти. До 1932 року викладала у фабрично-заводському училищі та будівельному технікумі.
В 1940 році закінчила аспірантуру при кафедрі російської літератури Одеського державного педагогічного інституту, в якому і викладала.
У 1941 році захистила кандидатську дисертацію «Байки І. А. Крилова та російська народна казка про тварин». Згодом було присвоєно вчене звання доцента.
В роки нацистської навали перебувала в евакуації у Майкопі та Байрам-Алі, де очолювала кафедру російської літератури Одеського державного університету.
У повоєнні роки працювала в Одеському державному університеті імені  І. І. Мечникова доцентом кафедри російської літератури, протягом шістнадцяти років обіймала посаду  завідувача кафедри, у 1950 – 1951 роках виконувала обов'язки декана філологічного факультету.
Одночасно протягом 1944 – 1950-х  років  була доцентом кафедри російської літератури Одеського державного педагогічного інституту імені  К. Д. Ушинського.
Обиралася депутатом Одеської міської ради депутатів трудящих.
Померла 24 лютого 1975 року в Одесі.

## Наукова діяльність
Як науковець досліджувала публіцистику М. Горького та О. М. Толстого.

##### Праці
- Публицистика А. Толстого в дни Великой Отечественной войны/ П. И. Збандуто.// Наукові записки Одеського державного педагогічного інституту ім. К. Д.Ушинського. – 1947. – Т VIII. – С. 243 – 264.
- Пушкін в Одесі/ П. І. Збандуто. – Одеса: Одеське обласне видавництво, 1949. – 197 с.
- Рання публіцистика О. М. Горького/ П. І. Збандуто// Праці Одеського державного університету ім. І. М. Мечникова. Серія: філологічні науки. – 1957. – Вип. 6. – С. 7 – 16.
- В. Плеханов – критик А. М. Горького/ П. И. Збандуто.// Праці Одеського державного університету. – 1962. – Т. 152: філологічні  науки, вип.13. – С. 5 – 14.

## Нагороди
- Орден «Знак Пошани»
- Медаль «За доблесну працю у Великій Вітчизняній війні 1941—1945 рр.»